# Alapfogalom
A matematikában, a logikában, a filozófiában és a formális rendszerekben az alapfogalom korábban definiált fogalmakból nem levezethető fogalom. Gyakran informálisan határozzák meg intuíció és mindennapi tapasztalatok alapján. Egy axiomatikus elméletben az alapfogalmak közti kapcsolatokat axiómák korlátozzák. Egyes szerzők ez utóbbit az alapfogalmak egy vagy több axióma általi „definiálásának” nevezik, de ez félrevezető lehet. A formális elméletek nem rendelkezhetnek alapfogalmakkal, így végtelen regresszió jellemzi a regresszióprobléma alapján.
Például a modern geometriában a pont, a vonal és az. ha egy alakzat egy másik része, alapfogalmak. Definiálásuk helyett kapcsolatukat Hilbert axiómarendszerében axiómák határozzák meg, például „Bármely két pontra van vonal, melynek mindkettő eleme”.

## Részletek
Alfred Tarski az alapfogalmak szabályát így határozta meg:
Ha egy adott elméletet meghatározunk, előbb megkülönböztetünk néhány, nekünk azonnal érthetőnek tűnő kifejezést, e kifejezéseket alap- vagy nem definiált fogalmaknak nevezzük, és ezeket jelentésük magyarázata nélkül használjuk. Ekkor azon elvet érvényesítjük, hogy az elmélet más kifejezéseit nem használjuk, kivéve, ha jelentését előbb az alap- és a korábban megismert fogalmakkal meg nem magyaráztuk. A fogalom jelentését meghatározó mondat a definíció…
Az alapfogalmakra való regressziót az ismeretelméletben Gilbert de B. Robinson írta le:
Egy nem matematikust gyakran meglep, hogy nem lehet definiálni minden használt fogalmat. Ez nem felszíni probléma, hanem minden tudás alapjában van: valahol el kell indulni, és hogy előrehaladjunk, le kell írnunk, mely elemek és kapcsolatok definiálatlanok, és mely tulajdonságokat tekintünk biztosnak.

## Példák
Az alapfogalmak szükségességét számos axiomatikus matematikai elmélet illusztrálja:
- Halmazelmélet: A halmaz fogalma alapfogalom. Mary Tiles szerint[4] „a halmaz »definíciója« nem definíció, inkább kísérlet valaminek megmagyarázására, melyet alap-, nem definiált fogalomnak tekintünk”. Bizonyítékként Felix Hausdorffot idézi: „Egy halmaz egyes objektumok egésszé csoportosításával keletkezik. A halmaz egy sokaság, melyre egységként tekintünk.”
- Naiv halmazelmélet: Az üres halmaz alapfogalom. Létének feltételezése implicit axióma.
- Peano-aritmetika: A szukcesszorfüggvény és a nulla alapfogalmak. Mivel a Peano-aritmetika a számok tulajdonságaiban fontos, az alapfogalmak által jelölt objektumok nem feltétlenül számítanak szigorúan.[5]
- Axiomatikus rendszerek: Az alapfogalmak a rendszer axiómáitól függnek. Alessandro Padoa ezt az 1900-as párizsi Nemzetközi Filozófiai Kongresszusban írta le.[6] Maguknak a fogalmaknak nem feltétlenül kell létezniük, Susan Haack (1978) szerint „egy axiómahalmaz néha az alapfogalmak implicit definícióját szolgálja”.[7]
- Euklideszi geometria: Hilbert axiómarendszere szerint a pont, a vonal, a sík, az egybevágóság, a köztesség és az incidencia alapfogalmak, Peano axiómarendszere szerint pedig a pont, a szakasz és a mozgás.

## Russell alapjai
Matematikafilozófiai könyvében, A matematika alapjaiban Bertrand Russell a következő fogalmakat használta: Osztálykalkulusban (halmazelmélet) relációkat használt, ahol a halmazban való létet tekintette alapfogalomnak. Alapfogalomnak tekintette a halmazok létrehozásához szükséges propozíciós függvényeket és az „úgy, hogy” kifejezést (9., 18. o.), az xRy reláció megfordítását és komplementerét, a relációk logikai és relatív szorzatát (25. o.), és leírta, hogy az objektumok leírásában is szerepe van egy alapfogalomnak (27. o.). Russell könyvében kimondja: „A tiszta matematika csak kevés fogalmat használ, és ezek logikai állandók”. (xxi. o.).

## Fordítás
Ez a szócikk részben vagy egészben  a   Primitive notion című angol Wikipédia-szócikk ezen változatának fordításán alapul.  Az eredeti cikk szerkesztőit annak laptörténete sorolja fel. Ez a jelzés csupán a megfogalmazás eredetét és a szerzői jogokat jelzi, nem szolgál a cikkben szereplő információk forrásmegjelöléseként.